# Bibliographie sur la sociologie de la santé
 (août 2024).
- Si vous ne connaissez pas le sujet, laissez ce bandeau (vous pouvez alors contacter les auteurs).
- Si vous supprimez le contenu mis en cause (vous pouvez préalablement contacter les auteurs),

argumentez précisément cette suppression dans la page de discussion
(un manque de référence n'est pas un argument ; une recherche réelle de référence doit avoir été effectuée, être formellement documentée).

## Ouvrages
- Philippe Adam et Claudine Herzlich, Sociologie de la maladie et de la médecine, Paris, Armand Colin, coll. « 128 », 2007 (ISBN 978-2-200-35275-2)
- A. Bargès, « Anthropologie et sociologie associées au domaine de la maladie et de la médecine », dans Collectif, Introduction aux sciences humaines en médecine, Paris, Ellipses, 2001 (présentation en ligne), p. 131-205
- J. Benoist, Petite bibliothèque d'anthropologie médicale. Une anthologie, Paris, Karthala, 2002
- E. Crognier, L'écologie humaine, Paris, PUF, coll. « Que sais-je ? » (no 1607), 1994
- Louis Demers, « La profession médicale », dans Vincent Lemieux, Pierre Bergeron, Clermont Bégin et Gérard Bélanger (sous la direction de), Le système de santé au Québec. Organisations, acteurs et enjeux, Québec, Les Presses de l’Université Laval, 1994, 370 p.
- Marc Ferland et Ginette Paquet, « L'influence des facteurs sociaux sur la santé et le bien-être », dans Vincent Lemieux, Pierre Bergeron, Clermont Bégin et Gérard Bélanger (sous la direction de), Le système de santé au Québec. Organisations, acteurs et enjeux, Québec, Les Presses de l’Université Laval, 1994, 370 p.
- Mirko D. Grmek, Histoire du SIDA, Paris, Payot, coll. « Médecine et société », 1989, 392 p.
- Mirko D. Grmek, Les maladies à l'aube de la civilisation occidentale : Recherches sur la réalité pathologique dans le monde grec préhistorique, archaïque et classique, Paris, Payot, coll. « Bibliothèque historique », 1983
- (en) Cecil Helman (docteur), Culture, Health and Illness, Londres, Hodder Arnold, 2007, 5e éd. (1re éd. 1992), 512 p. (ISBN 978-0-340-91450-2), p. 512
- F. Loux, Traditions et soins d’aujourd’hui, Paris, InterEditions - Masson, 1998
- R. Masse, Culture et santé publique, Paris, Gaëtan Morin, 1995
- (en) A. Mc Elroy et P. Townsend, Medical anthropology in ecological perspective, Boulder (CO, É.-U.), Westview Press, 1996
- Bernard Paillard, L’épidémie. Carnets d’un sociologue, Paris, Stock, coll. « Au vif », 1994, 417 p.
- J. Ruffie et J.-C. Sournia, Les épidémies dans l’histoire de l’homme. Essai d’anthropologie médicale, Paris, Flammarion, 1995